# Остроповые
Остроповые (лат. Ostropales) — порядок грибов, входящий в класс Леканоромицеты (Lecanoromycetes). Описан шведским ботаником Юхан Аксель Наннфельдтом в 1932 году.

## Описание
Слоевища чаще всего накипные и довольно примитивные; они либо совсем лишены корового слоя, или покрыты слаборазвитой корой.
Плодовые тела в виде апотециев или перитециев. Сумки — цилиндрической формы, содержат 8 гладких, бесцветных, нитевидных, многоперегородчатых спор.
Согласно трофической классификации остроповые могут быть сапрофитами, паразитами растений или лихенизированными грибами.
Фотобионт — зелёная водоросль трентеполия.

## Среда обитания и распространение
Представители порядка поселяются на коре деревьев, почве, реже на камнях в тропиках, субтропиках и умеренных областях северного и южного полушарий.

## Классификация
Порядок Остроповых согласно базе данных Catalogue of Life подразделяется следующим образом: семейства, роды, не отнесённые к семействам.
- Coenogoniaceae (Fr.) Stizenb., 1862 — Ценогониевые
- Gomphillaceae W. Watson et Hafellner, 1984 — Гомфиллевые
- Graphidaceae Dumort., 1822 — Графидовые
- Gyalectaceae (A. Massal.) Stizenb., 1862 — Гиалектовые
- Odontotremataceae D. Hawksw. et Sherwood, 1982 — Одонтотремовые
- Phaneromycetaceae Gamundi et Spinedi, 1986 — Фанеромицетовые
- Phlyctidaceae Poelt et Vězda ex J.C. David et D. Hawksw., 1991 — Фликтидовые
- Porinaceae Reichenb., 1828 — Пориновые
- Protothelenellaceae Vězda, H. Mayrhofer et Poelt, 1985 — Прототеленелловые
- Sagiolechiaceae Baloch, Lücking, Lumbsh et Wedin, 2010 — Сагиолехиевые
- Stictidaceae Fr., 1849 — Стиктидовые
- Thelenellaceae O.E. Erikss. ex H. Mayrhofer, 1987 — Теленелловые
- Thrombiaceae Poelt et Vězda ex J.C. David et D. Hawksw., 1991 — Тромбиевые
- Роды Остроповых, не отнесённый к семействам.
  - Aabaarnia Diederich, 2014
  - Amphorothecium P.M. McCarthy, Kantvilas et Elix, 2001
  - Anzina Scheid., 1982
  - Biazrovia Zhurb. et Etayo, 2013
  - Leucogymnospora Fink, 1930
  - Malvinia Döbbeler, 2003
  - Mulderomyces Crous, Jacq, Edwards et P.W.J. Taylor, 2016
  - Normanogalla Diederich, 2014
  - Platygraphopsis Müll. Arg., 1887